# Лобке Беркгаут
Лобке Беркгаут  (нід. Lobke Berkhout, 11 листопада 1980) — нідерландська яхтсменка, олімпійська медалістка.

## Виступи на Олімпіадах
| Олімпіада   | Дисципліна | Місце |
| ----------- | ---------- | ----- |
| Пекін 2008  | Клас 470   | 2     |
| Лондон 2012 | Клас 470   | 3     |